# The Sons of the Pioneers
The Sons of the Pioneers sind eine US-amerikanische Western-Music-Gruppe, die in den 1930er Jahren in Los Angeles entstand und für ihre Cowboy-Songs bekannt wurde.
1933 fanden sich in Los Angeles Leonard Slye, der später als Roy Rogers bekannt wurde, Bob Nolan und Tim Spencer zusammen und gründeten den Vorläufer der Sons of the Pioneers, das Pioneer Trio. Musikalischer Kopf war Bob Nolan, der auch die ersten Songs schrieb. 1934 wurde die Gruppe durch den Fiddle-Spieler Hugh Farr erweitert. Aus dem Versprecher eines Radioansagers entstand im selben Jahr der Name Sons of the Pioneers.
1934 unterschrieb die Gruppe einen Plattenvertrag bei Decca Records. Einer ihrer ersten Songs war die Nolan-Komposition Tumbling Tumbleweeds. 1935 stieß Hugh Farrs Bruder Karl zu den Pioneers. Kurz darauf verließ Tim Spencer die Gruppe und wurde durch Lloyd Perryman ersetzt, der bereits einige Male als Ersatz eingesprungen war. Es sollte nicht die letzte personelle Veränderung sein. Slye, Nolan, Spencer, die Farr-Brüder und Perryman werden heute als „Original Sons of the Pioneers“ bezeichnet. Diese Konstellation erhielt 1980 die höchste Auszeichnung der Country-Musik, sie wurden in die Country Music Hall of Fame aufgenommen.
1938 verließ Slye die Gruppe, um unter dem Namen Roy Rogers eine Schauspielerkarriere zu starten. Ersetzt wurde er durch Pat Brady. Im selben Jahr kehrte Tim Spencer zurück. Kurz nach Eintritt der USA in den Zweiten Weltkrieg wurden Perryman und Brady eingezogen und mussten ersetzt werden. Dennoch begleiteten die Pioneers den „König der singenden Cowboys“ Roy Rogers in zahlreichen Western für Republic Pictures. In diese Zeit fiel auch ein Auftritt in dem Musikfilm Hollywood Canteen. 1944 wechselten die Pioneers zu RCA und nahmen auch hier wieder u. a. zusammen mit Roy Rogers zahlreiche Platten auf. Ihr Sound wurde modernisiert und die alten Songs erneut eingespielt. In kurzen Abständen gab es weitere personelle Veränderungen. Eine Zeit lang war beispielsweise Ken Curtis mit von der Partie, der später in der Fernsehserie Rauchende Colts („Gunsmoke“) den „Festus“ spielte. Spencer stieg 1949 aus, Nolan folgte wenig später.
1946 gründete eine Gruppe von Schauspielern und Investoren, darunter die Sons of the Pioneers, nordwestlich von Yucca Valley die Siedlung Pioneertown. Diese sollte als Kulisse für Westernfilme dienen, aber auch nach Drehschluss noch von den Filmcrews genutzt werden können. Dazu wurden Gebäude errichtet, die von außen einer typischen Westernstadt aus dem 19. Jahrhundert glichen. Im Inneren beherbergten sie jedoch moderne Einrichtungen wie Eisdielen, eine Bowlingbahn oder Motels. Ursprünglich sollte der neue Ort nach Roy Rogers Rogersville heißen. Letztendlich wurde er jedoch nach den Sons of the Pioneers benannt. Tim Spencer schrieb ein Lied mit dem Titel Out in Pioneertown, das von der Gruppe im Oktober 1948 bei RCA Victor veröffentlicht wurde.
1952 wurde das erste Album aufgenommen. Für Studioaufnahmen kam sogar Bob Nolan einige Male zurück. Eine Zeit lang existierten zwei Versionen der Sons of the Pioneers: eine Studio- und eine Konzert-Mannschaft. 1958 beendete ein weiteres Gründungsmitglied seine Karriere, Hugh Farr. Sein Bruder Karl starb drei Jahre später während eines Konzerts an einem Herzinfarkt. Es wurden neue Leute eingestellt, und die Pioneers machten weiter. Von der ursprünglichen Besetzung war keiner mehr dabei. Dienstältestes Mitglied war Pat Brady, der bis 1967 durchhielt. 1972 fanden sich noch einmal Roy Rogers, Bob Nolan und Tim Spencer zu einer Reunion-Session zusammen.
1976 starb Tim Spencer, 1977 Lloyd Perryman und 1980 Bob Nolan. Ein Jahr vor seinem Tod nahm dieser ein Solo-Album auf, das voller Erinnerungen an die alten Zeiten war. Die Sons of the Pioneers existieren bis heute, haben aber viel von ihrer früheren Bedeutung verloren. Der hohe Stellenwert, den die Sons of the Pioneers genießen, ist zum einen auf ihre musikalische Qualität, zum anderen auf ihre Langlebigkeit zurückzuführen. Ihr Gesamtwerk umfasst Hunderte von Westernsongs und mehr als zwanzig Alben. Zahlreiche CD-Boxen historischer Aufnahmen (1930er–1950er Jahre) sind vom deutschen Label Bear Family Records wiederveröffentlicht worden.

## Filmografie (Auswahl)
- 1942: Das Herz des goldenen Westens (Heart of the Golden West)